# Stachylina acutibasilaris
Stachylina acutibasilaris är en svampart som beskrevs av M.M. White & Lichtw. 2004. Stachylina acutibasilaris ingår i släktet Stachylina och familjen Harpellaceae.   Inga underarter finns listade i Catalogue of Life.